# Mieczysław Stański

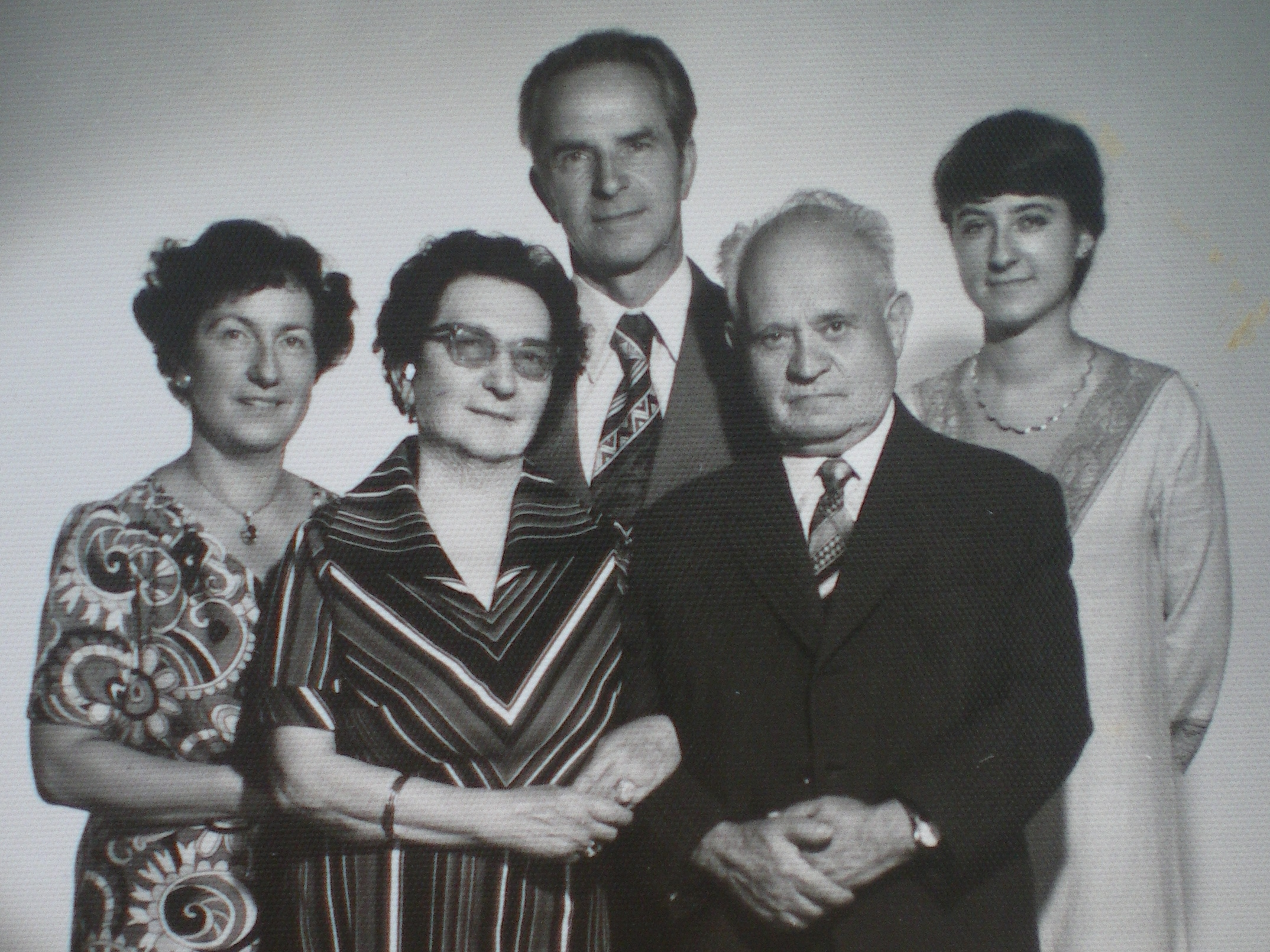
prof. Mieczysław Stański i dr Czesław Skopowski z rodziną, 1978

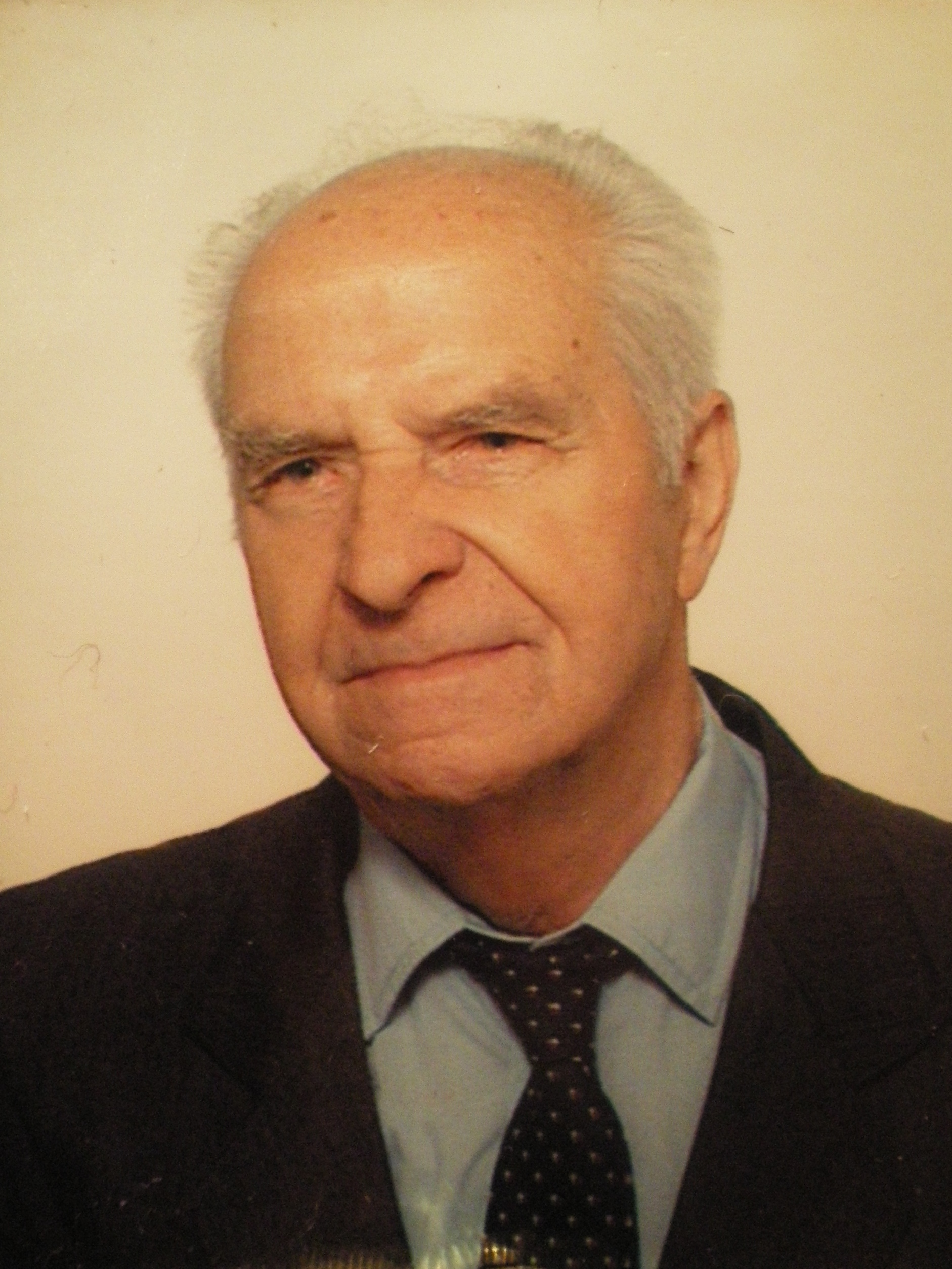
prof. Mieczysław Stański, 2003

Mieczysław Stański (ur. 7 listopada 1925 w Osuchowie, zm. 14 lutego 2011 w Poznaniu) – historyk, badacz historii, filozofii i socjologii medycyny, profesor zwyczajny, wieloletni pracownik naukowy i wykładowca Akademii Medycznej im. K. Marcinkowskiego w Poznaniu.

## Życiorys
Urodził się w 1925 w Osuchowie na Radomszczyźnie jako najmłodsze z dzieci Szczepana Skrzeka i Ludwiki z domu Marsula.
Podczas II wojny światowej (w 1944) był krótko więźniem obozu pracy w Skarżysku-Kamiennej, a po ucieczce z niego (w latach 1944-45) – łącznikiem Batalionów Chłopskich w rejonie Kazanowa. W lipcu 1945, po ukończeniu pierwszej klasy spółdzielczej szkoły gospodarstwa wiejskiego, wyjechał z grupą repatriantów na Ziemie Zachodnie, gdzie podjął pracę w starostwie w Złotoryi jako referent świadczeń rzeczowych. W 1948, w trakcie zasadniczej służby wojskowej, ukończył wojskowe gimnazjum i liceum dla dorosłych we Wrocławiu.
W 1949, po roku studiów przygotowawczych, podjął studia na Wydziale Humanistycznym Uniwersytetu Wrocławskiego (utrzymując się z pracy przy odgruzowywaniu miasta), a po II roku kontynuował je na Uniwersytecie Mikołaja Kopernika w Toruniu, specjalizując się w zakresie archiwistyki i archiwoznawstwa. W 1952 ukończył studia pierwszego stopnia na UMK i odbył miesięczną praktykę w Wojewódzkim Archiwum Państwowym w Bydgoszczy, w trakcie której porządkował m.in. akta dotyczące bydgoskiej "krwawej niedzieli".
W 1952 rozpoczął dwuletnie studia magisterskie na Wydziale Filozoficzno-Historycznym Uniwersytetu im. Adama Mickiewicza, które ukończył w 1954 (praca Parlamentarna działalność ks. Stanisława Stojałowskiego pod kierunkiem prof. Stanisława Szczotki). Wiosną 1953 podjął pracę w Wojewódzkim Archiwum Państwowym w Poznaniu, gdzie przez półtora roku opracowywał nowsze akta miast Wielkopolski.
W 1955 podjął studia aspiranckie (doktoranckie) w Zakładzie Historii Pomorza Instytutu Historii Polskiej Akademii Nauk w Warszawie. Ukończył je w 1958, a rok później uzyskał stopień doktora nauk humanistycznych (rozprawa Rozwój ruchu ludowego na Pomorzu Gdańskim w latach 1920-26 pod kierunkiem prof. Gerarda Labudy i prof. Kazimierza Piwarskiego).
Od 1958 jako adiunkt wykładał historię filozofii, filozofię medycyny i teorię rozwoju społecznego w Katedrze i Zakładzie Historii Medycyny poznańskiej Akademii Medycznej (jesienią 1958 i w roku akademickim 1959/60 był też adiunktem w Katedrze Historii Polski UAM).
W latach 1960–71 pełnił m.in. funkcje kierownika Katedry i Zakładu Historii Medycyny poznańskiej Akademii Medycznej, kontynuując działalność założyciela Katedry prof. Adama Wrzoska i doc. dr Ludmiły Krakowieckiej.
7 stycznia 1964 Rada Wydziału Filozoficzno-Historycznego UAM nadała mu tytuł docenta (praca habilitacyjna Społeczna opieka lekarska na wsi wielkopolskiej w latach 1920-1933).
Od 1971 przez blisko trzy dziesięciolecia pełnił funkcję kierownika Katedry Nauk Społecznych na Wydziale Lekarskim poznańskiej Akademii Medycznej, gdzie był promotorem 25 rozpraw doktorskich z zakresu historii i filozofii medycyny. Był także promotorem i recenzentem kilku prac doktorskich w Instytucie Historii UAM. W 1972 mianowany profesorem nadzwyczajnym, a w 1995 – profesorem zwyczajnym w Akademii Medycznej im. K. Marcinkowskiego w Poznaniu. Rok później, we wrześniu 1996, przeszedł na emeryturę.
Do jego naukowych zainteresowań należały historia, filozofia i socjologia nauk medycznych, w tym badania historii ochrony zdrowia w Polsce i innych krajach oraz badania systemów ubezpieczeń społecznych w perspektywie społecznej. Debiutował na łamach "Kwartalnika Historii Kultury Materialnej", był autorem kilku książek i podręczników, ponad 50 artykułów naukowych i recenzji, a także kilkunastu biogramów w Wielkopolskim słowniku biograficznym (PWN 1981).
W latach 1964–71 był członkiem kolegium redakcyjnego "Roczników Dziejów Ruchu Ludowego" wydawanych przez Zakład Historii Ruchu Ludowego ZSL, a od 1970 – członkiem zarządu Sekcji Socjologii Medycyny w Instytucie Filozofii i Socjologii PAN w Warszawie. Jako stypendysta WHO w latach 70. prowadził badania naukowe na uniwersytetach Szwecji, Berlina Zachodniego i Szwajcarii.
W 1954 ożenił się z lek. stom. i med. Marią Skopowską (1929-1994), córką poznańskiego archiwisty dr. Czesława Skopowskiego. W 1958 urodziła im się córka Ewa.
Był członkiem m.in. Polskiego Towarzystwa Historii Medycyny, Poznańskiego Towarzystwa Przyjaciół Nauk, Towarzystwa Wiedzy Powszechnej, a także ZMP, ZSL (1949-54), PZPR (1954-90) i ZBoWiD (od 1983).
Pochowany na poznańskim cmentarzu Górczyńskim.

## Odznaczenia
- Krzyż Kawalerski Orderu Odrodzenia Polski (1977)
- Złoty Krzyż Zasługi (1969)
- Medal 40-lecia Polski Ludowej (1984)
- Brązowy Medal „Za zasługi dla obronności kraju” (1973)
- Srebrny Medal „Za zasługi dla obronności kraju” (1975)
- Odznaka tytułu honorowego „Zasłużony Nauczyciel Polskiej Rzeczypospolitej Ludowej” (1984)
- Odznaka honorowa „Za Zasługi w Rozwoju Województwa Poznańskiego” (1974)
- Odznaka Honorowa Miasta Poznania (1974)

## Publikacje
- Heliodor Święcicki 1854-1923, PWN, Warszawa 1983
- Rozwój ruchu ludowego na Pomorzu Gdańskim 1920-1926, Wydawnictwo Poznańskie, Poznań 1969
- Początki politycznego ruchu chłopskiego na Pomorzu gdańskim na przełomie XIX i XX w. w: Pomorze na progu dziejów najnowszych, Wydawnictwo Książka i Wiedza, Warszawa 1961
- Społeczna opieka lekarska na wsi wielkopolskiej w latach 1920-1933, Wydawnictwo Poznańskie, Poznań 1968
- Heliodor Święcicki, w: Wielkopolanie XIX wieku pod red. W. Jakóbczyka, tom II, Poznań 1969, s. 407-421
- Władysław Biegański jako prekursor "medycyny społecznej", "Kwartalnik Historii, Nauki i Techniki" 1968, nr 2, s. 369-373
- Władysław Biegański: lekarz i filozof 1857-1917, Poznańskie Towarzystwo Przyjaciół Nauk, Poznań 1971 (współredaktor)
- Strajki rolne w Wielkopolsce 1919–1922. Materiały archiwalne, Warszawa 1959 (współautor jako Mieczysław Skrzek)
- Zarys historii polskiego ruchu ludowego 1864–1918, Ludowa Spółdzielnia Wydawnicza, Warszawa 1963, 1970 (współautor)